# Frauen-Landsturm
Frauen-Landsturm war der Titel eines achtseitigen Flugblatts auf gelbem Papier, das am 25. Juni 1896 als Protestmaßnahme gegen den Entwurf eines Familiengesetzes im deutschen Reichstag verteilt wurde. Es richtete sich gegen die zweite Lesung eines Entwurfs für das Bürgerliche Gesetzbuch (BGB) in dem auch die rechtliche Stellung der Frau behandelt wurde. Verfasst wurde der Frauen-Landsturm von Marie Stritt, die in einem scharfen, aber auch emotionsgeladenen Tonfall die Gleichberechtigung der Frau in diesem Gesetz, das im August 1896 verabschiedet wurde, forderte. Das Flugblatt wurde an das Plenum geschickt und von Bediensteten an alle Abgeordneten verteilt. Der Titel für das Flugblatt leitete sich vom Landsturm ab, ein Begriff den die Presse der Bewegung gegeben hatte und der das Anliegen der Frauenbewegung abwerten sollte.

## Hintergrund
Der Gesetzesentwurf schrieb die Vormundschaft des Ehemannes über die Ehefrau erneut fest, was die bisherige zivilrechtliche Ungleichheit der Geschlechter fortsetzte. Dem Ehemann wurde beispielsweise das Recht eingeräumt, bei Unstimmigkeiten zwischen den Ehepartnern die letzte Entscheidung treffen zu dürfen. Die Frau erhielt zwar das Recht zum Abschluss eines Arbeitsvertrages, durfte dies jedoch nicht ohne die Zustimmung des Ehemanns tun. Der Ehemann behielt das Verwaltungs- und Nießbrauchsrecht am gesamten Vermögen seiner Frau. Ausnahme war nur eine vor der Eheschließung vertraglich vereinbarte Gütertrennung. Auch die Belange der Kinder wurden allein vom Mann entschieden.

„Dem Manne steht die Entscheidung in allen das gemeinschaftliche eheliche Leben betreffenden Angelegenheiten zu; er bestimmt insbesondere Wohnort und Wohnung.
Die Frau ist nicht verpflichtet, der Entscheidung des Mannes Folge zu leisten, wenn sich die Entscheidung als Mißbrauch seines Rechtes darstellt.“

Die Juristin Anita Augspurg merkte zu diesem Gesetzeswerk folgendes an:

„Wer sich auf den Boden der Gesetze stellt, kann unter deren Sanktion Person, Arbeitskraft, Vermögen seiner Gattin bis auf den Grund des Sklaventums ausbeuten.“

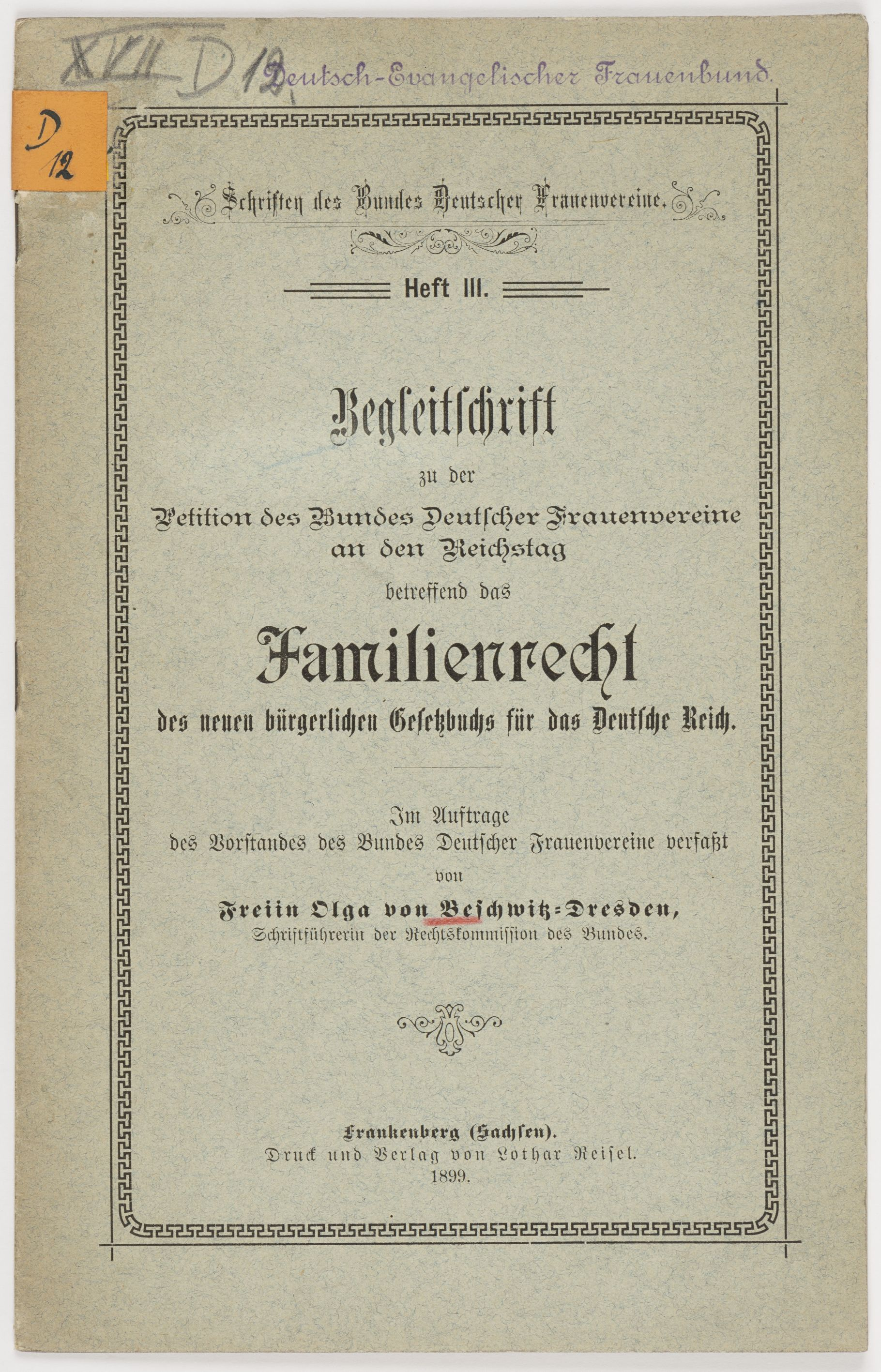
Titel von Begleitschrift zu der Petition des Bundes Deutscher Frauenvereine an den Reichstag betr. das Familienrecht des neuen BGB für das Deutsche Reich von Olga von Beschwitz-Dresden, 1899

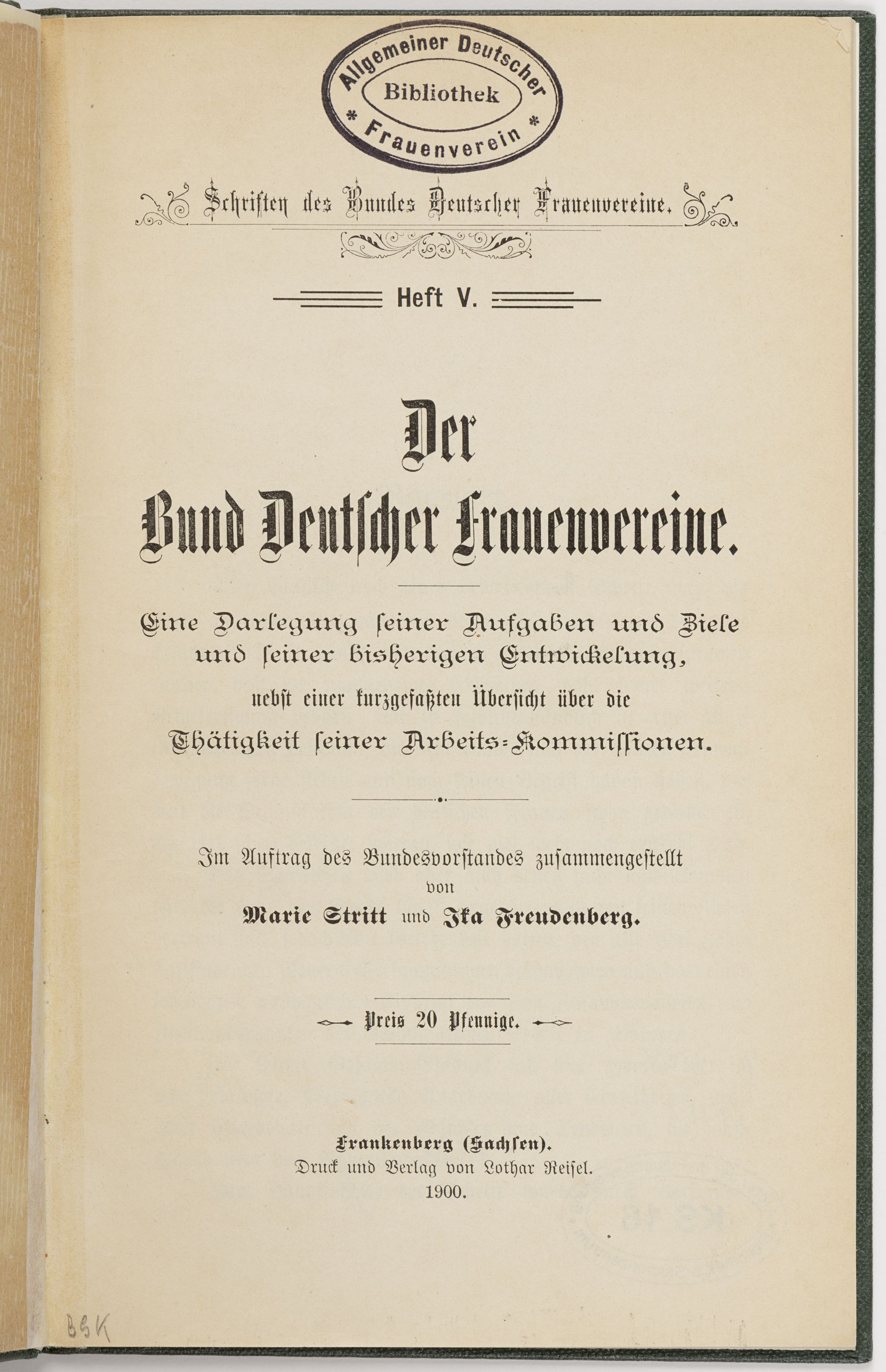
Titel von Der Bund Deutscher Frauenvereine, verfasst von Marie Stritt und Ika Freudenberg, 1900

Die Frauenbewegung initiierte eine landesweite Protestwelle gegen dieses Gesetz, was von der Presse als „Frauenlandsturm“ verspottet wurde. Der Protest blieb letztlich wirkungslos, denn das Bürgerliche Gesetzbuch mit den familienrechtlichen Regelungen, die die Frauen benachteiligten, trat am 1. Januar 1900 schließlich in Kraft. Der geforderten Verschiebung der zweiten Lesung wurde nicht entsprochen, daher drängte die Zeit. Eine Protestaktion war die Verteilung eines Flugblattes mit den seit Jahren bekannten Forderungen der Frauenbewegung an die Abgeordneten. Verfasst wurde der Text von Marie Stritt, die das Blatt mit ihren Initialen M. St. unterzeichnete. Herausgeberin war Hanna Bieber-Böhm. Die Verteilung an die Abgeordneten übernahm die Journalistin Minna Cauer, unterstützt von Mitstreiterinnen. Cauer beobachtete die Reichstagsdebatte seit Beginn und hielt die Frauenbewegung auf dem Laufenden. Das Flugblatt enthielt zwar die bereits bekannten Forderungen, war aber in einem emotionalen, aber auch scharfen Tonfall gehalten, von dem sich die Bewegung eine stärkere Wirkung versprach als die letzte Resolution, die auf Grund der knappen Zeit nur 25.000 Unterschriften enthielt.
Der Bund Deutscher Frauenvereine gab von 1895 bis 1900 außerdem mehrere Schriften zu diesem Thema heraus, darunter auch Petitionen an den Reichstag.
- Anna Simson: Der Bund Deutscher Frauenvereine, was er will und was er nicht will. Heft 1. Breslau 1895 (Vortrag gehalten in der ersten Generalversammlung des Bundes).
- Aug. Schmidt, H. Goldschmidt: Petition und Begleitschrift betreffend das „Familienrecht“ in dem Entwurf des neuen bürgerlichen Gesetzbuches für das Deutsche Reich. Heft 2, Schäfer, Leipzig 1896 (Petition mit Änderungsvorschlägen betreffend das Familienrecht).
- Freiin Olga von Beschwitz-Dresden: Begleitschrift zu der Petition des Bundes Deutscher Frauenvereine an den Reichstag betr. das Familienrecht des neuen BGB für das Deutsche Reich. L. Reisel, Frankenberg (Sachsen) 1899, Heft 3.
- Cäcilie Dose, Alma Kriesche: Die Stellung der Frau und Mutter im Familienrecht der ausserdeutschen Staaten und nach den Bestimmungen des neuen bürgerlichen Gesetzbuches für das Deutsche Reich. (Zusammengestellt im Auftrage der Rechts-Commission des Bundes) L. Reisel, Frankenberg (Sachsen) 1900, Heft 4.
- Marie Stritt, Ika Freudenberg: Der Bund Deutscher Frauenvereine. Eine Darlegung seiner Aufgaben und Ziele und seiner bisherigen Entwickelung, nebst einer kurzgefassten Übersicht über die Thätigkeit seiner Arbeits-Kommissionen. L. Reisel, Frankenberg (Sachsen) 1900, Heft 5.

## Wirkung
Marie Stritt galt als eine der besten Rednerinnen der damaligen Frauenbewegung. Das von ihr verfasste Flugblatt sollte auf populäre Weise die Kritik am Familienrecht verbreiten, war entsprechend gestaltet und kostete „10 Pfennig“. Es beginnt mit den Worten: „Wie ein dunkler Schatten aus den dunkelsten Tagen des Mittelalters ragt das Familienrecht des bürgerlichen Gesetzbuches in die Gegenwart hinein…“ Weitere Passagen sind in einem kämpferischen Ton gehalten, Stritt stellt fest: „Wir sind sammt und sonders schwache und höchst fehlerhafte Geschöpfe - und unsere Gesetzgebung hat dafür gesorgt, [...] dass wir uns auch gar nicht [...] zu einem edleren und freieren Menschenthum entwickeln können. Die absolute Machtstellung, die sie [Anm.: die Gesetzgebung] dem Manne in der Ehe einräumte, musste Willkür, Brutalität, Grössenwahn einerseits, die völlige Abhängigkeit, in welche sie die Frau zwängte, Characterlosigkeit, Feigheit, Hinterlist, andererseits gross ziehen.“
Marie Stritt lässt es sich nicht nehmen, am Schluss ihres Textes noch auf den reaktionären Abgeordneten Hugo Schroeder einzugehen und den Begriff Frauen-Landsturm als Titel des Flugblatts zu erläutern:

„[…] der Abgeordnete Schroeder hat sich jüngst eine zarte Anspielung auf das ‚reife Alter‘ der Frauen, die an der Spitze der
Protestbewegung […] stehen, gestattet und diese Bewegung in Hinblick darauf als einen ‚Frauen-Landsturm‘ bezeichnet. Der Herr gehört – obgleich selbst kein Jüngling
mehr – zu denjenigen Männern, die in ihren weiblichen Mitmenschen lediglich das Geschlechtswesen sehen, in deren Augen das Weib also überhaupt nur in Betracht kommt, so
lange es jung und hübsch ist und für die das Altern der Frauen ihr unverzeihlichster Fehler ist.“

Das Flugblatt wurde von den Abgeordneten zwiespältig aufgenommen, so wurde es in der Reichstagsdebatte von dem linksliberalen Abgeordneten Albert Traeger rezipiert, der sich sogar für die Streichung des männlichen Entscheidungsgewalt in der Ehe aussprach. Manche lasen die Schrift begierig, andere zerrissen sie ungelesen. Letztlich blieb die erhoffte Wirkung aus. Minna Cauer berichtet von dem katholischen Abgeordneten Karl Bachem von der Centrumspartei, der maßgeblich an der Ausarbeitung des umstrittenen Entwurfs für das Familienrecht beteiligt war und das Blatt wütend zerriss, das aber gleich wieder von einem anderen Abgeordneten ergriffen und gelesen wurde. Es kam zu weiteren Aufrufen wie beispielsweise dem Mahnwort an das deutsche Volk, das zu einer Massenpetition aufrief, die noch vor dem Inkrafttreten des neuen Gesetzestextes dem Reichstag vorgelegt werden sollte. Die Petition stellte Forderungen auf, wie die Aufhebung des ausschließlichen Nutznießungs- und Verwaltungsrechtes des Ehemannes am eheweiblichen Vermögen, das in § 1363 vorgesehen war. Des Weiteren wurde die Einführung der Gütertrennung als gesetzliches Güterrecht angestrebt. Ein weiterer wichtiger Punkt war die gleichrangige Ausübung der elterlichen Gewalt durch Mutter und Vater, die Gewährung der elterlichen Gewalt auch für uneheliche Mütter, sowie eine gerechtere Normierung der Unterhaltspflicht des unehelichen Vaters gegenüber seinen Kindern.

## Literatur

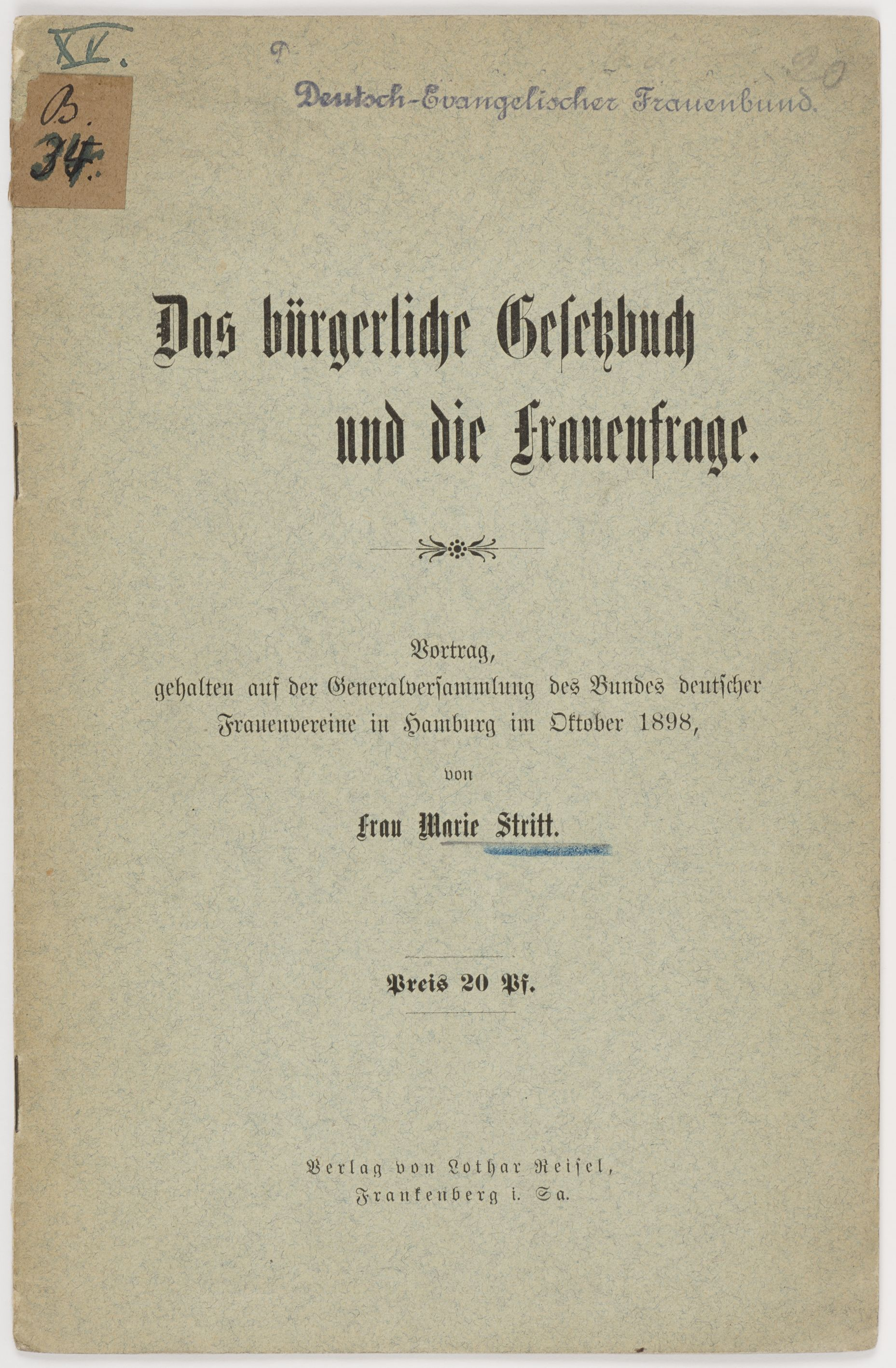
Titel von Das bürgerliche Gesetzbuch und die Frauenfrag von Marie Stritt, 1898